# Olympische Jugend-Sommerspiele 2018/Teilnehmer (Ruanda)
| Gelbes Symbol für Goldmedaillen mit stilisierten Olympischen Ringen | Graues Symbol für Silbermedaillen mit stilisierten Olympischen Ringen | Braundes Symbol für Bronzemedaillen mit stilisierten Olympischen Ringen |
| ------------------------------------------------------------------- | --------------------------------------------------------------------- | ----------------------------------------------------------------------- |
| —                                                                   | —                                                                     | —                                                                       |

Die Jugend-Olympiamannschaft aus Ruanda für die III. Olympischen Jugend-Sommerspiele vom 6. bis 18. Oktober 2018 in Buenos Aires (Argentinien) bestand aus drei Athleten. Sie konnten keine Medaille gewinnen.

## Athleten nach Sportarten

### Beachvolleyball
Mädchen
- Valentine Munezero
- Penelope Musabyimana
Gruppenphase

### Leichtathletik
Jungen
- Aime Phraditte Bakunzi
3000 m: 12. Platz